# Здењек Шкрланд
Здењек Шкрланд (чеш. Zdeněk Škrland; Праг, 6. фебруар 1914 — Праг, 6. март 1996) био је чехословачки кануиста који се такмичио у друго половини 30-их година прошлог века. Олимпијски победник Летњих олимпијских игара у Берлину, бронзани на Светском првенству 1938, вишеструки победник регата од националног значаја.
Највећи успех на вишем међународном нивоу остваро је у сезови 1936, када је био у саставу чехословачке репрезентације и захваљујући низу успешних такмичења добио право да брани част земље на Летњим олимпијским играма у Берлину. Веслао је у пару са Вацлавом Мотлом у какуу двоклеку (Ц-2) на даљину од 10.000 метара. У трци су учествовали са још четири посаде: из Канаде, Аустрије, Немачке и САД. Трка је одржана по киши, тако да спортисти нису показали значајније резултате. Чехословачки дуо је од почетка заузео вођство и остао на првој позицији до краја, остављајући најближе противнике Канађане Франка Сакера  и Харвију Чартерсу  више од 18 секунди. Тако су Мотл и Шкрланд постали први олимпијски победници у кануо двоклеку на 10.000 м, јер су кајак и кану  први пут били у званичном програму олимпијских игара.
Шкрланд и Мотл освојили су и бронзану медаљу на 1. Светском првенству 1938. у Ваксхолму.
Убрзо после тога, због избијања Другог светског рата, био је приморан да оконча своју каријеру професионалног спортисте.